# 1507 Вааса
1507 Вааса (1507 Vaasa) — астероїд головного поясу, відкритий 12 вересня 1939 року.
Тіссеранів параметр щодо Юпітера — 3,513.
Названо на честь Вааса (фін. Vaasa, швед. Vasa) — місто та порт на заході Фінляндії.